# Calendulauda barlowi
A Calendulauda barlowi a madarak osztályának verébalakúak (Passeriformes) rendjéhez és a  cinegelégykapó-félék (Muscicapidae) családjához tartozó tartozó faj.

## Rendszerezése
A fajt Austin Roberts dél-afrikai ornitológus írta le 1937-ben, a Pseudammomanes nembe Pseudammomanes barlowi néven. Tudományos faji nevét, Charles Sydney Barlow dél-afrikai üzletember és természetvédő tiszteletére kapta.

## Alfajai
- Calendulauda barlowi barlowi (Roberts, 1937) – délnyugat-Namíbia partvidéke (délen Lüderitzig);
- Calendulauda barlowi patae (Macdonald, 1953) – délnyugat-Namíbia (északon Lüderitztől), északnyugat-Dél-afrikai Köztársaság partvidéke;
- Calendulauda barlowi cavei (Macdonald, 1953) – délnyugat-Namíbia, északnyugat-Dél-afrikai Köztársaság nem partvidéki részei.

## Előfordulása
Afrika délnyugati részén, a Dél-afrikai Köztársaság és Namíbiai területén honos. Természetes élőhelyei a szubtrópusi és trópusi száraz füves puszták és cserjések. Állandó, nem vonuló faj.

## Megjelenése
Testhossza 18 centiméter, testtömege 25-36 gramm.

## Életmódja
Rovarokkal és magvakkal táplálkozik.

## Természetvédelmi helyzete
Az elterjedési területe kicsi és még ez is csökken, egyedszáma is csökken. A Természetvédelmi Világszövetség Vörös listáján nem szerepel.